# Вюнш, Владимир Владимирович
Владимир Владимирович Вюнш (26 февраля 1914, Карсун, Симбирская губерния — 21 апреля 1977, Москва) — советский инженер, Герой Социалистического Труда (1971).

## Биография
Владимир Владимирович Вюнш родился 26 февраля 1914 года в посёлке Корсун (ныне — Карсун Ульяновской области). Окончил среднюю школу. В 1931 году переехал в Ленинград, работал слесарем на заводе имени Коминтерна. В 1941 году окончил ЛЭТИ, после чего возглавил лабораторию всё на том же заводе. Жил в блокадном Ленинграде, работая на производстве радиоаппаратуры для нужд фронта.
С 1942 года Вюнш работал на производстве радиолокационных станций на Московском заводе № 465 Народного комиссариата электротехнической промышленности СССР в качестве конструктора, начальника объекта, начальника ОТК. В 1945 году перешёл на работу на завод № 304 (ныне — Научно-производственное объединение «Московский радиотехнический завод»), занимал должности главного конструктора, заместителя начальника, главного инженера конструкторского бюро. .
С 1961 года работал главным инженером этого предприятия, в 1963 году получившего название Кунцевского механического завода. Организовывал серийное производство радиолокационного оборудования для нужд противовоздушной обороны СССР, а также приборов для народного хозяйства и быта. Под его руководством были внедрены комплексно-механизированные цеха с поточными линиями, автоматизированная система управления производством.
С 1971 года Вюнш возглавлял КБ на том же заводе. Умер 21 апреля 1977 года, похоронен на Кунцевском кладбище Москвы.

## Признание
- Герой Социалистического Труда (26 апреля 1971 года) — за выдающиеся заслуги в выполнении пятилетнего плана[1].
- Сталинская премия второй степени (1950) — за работу в области военной техники
- два ордена Ленина
- орден Трудового Красного Знамени
- орден «Знак Почёта»
- медали[1].